# Episodi de L'attacco dei giganti (seconda stagione)
La seconda stagione della serie televisiva anime L'attacco dei giganti è stata prodotta da Wit Studio e diretta da Tetsurō Araki come capo regista e Masashi Koizuka come regista, mentre Yasuko Kobayashi si è occupata della composizione della serie e Kyōji Asano ha fornito il character design. Copre l'arco narrativo dello "scontro tra giganti" (capitoli 35-50) del manga originale di Hajime Isayama. È stata originariamente trasmessa su MBS dal 1º aprile al 17 giugno 2017 e successivamente su Tokyo MX, FBS, TOS, HTB, TV Aichi e BS11. L'edizione italiana è stata pubblicata sulla piattaforma di streaming VVVVID dal 2 ottobre al 22 novembre dello stesso anno.
La stagione segue Eren Jaeger e i suoi amici del 104º Corpo di Addestramento che hanno appena iniziato a diventare membri a pieno titolo del Corpo di Ricerca. Dopo aver combattuto il Gigante Femmina, Eren non trova tempo per riposarsi mentre un'orda di giganti si avvicina al Wall Rose e la battaglia per l'umanità continua. Mentre il Corpo di Ricerca corre per salvare il muro, scoprono di più sui giganti invasori e sugli oscuri segreti dei loro stessi membri.
La colonna sonora è composta da Hiroyuki Sawano. La sigla di apertura è Shinzō wo sasageyo! (心臓を捧げよ!? lett. "Dedicate vostri cuori!") dei Linked Horizon e quella di chiusura è Yūgure no tori (夕暮れの鳥? lett. "L'uccello al crepuscolo") dei Shinsei Kamattechan.

## Lista episodi
| Nº | Titolo italiano Giapponese 「Kanji」 - Rōmaji | In onda        | In onda          |
| Nº | Titolo italiano Giapponese 「Kanji」 - Rōmaji | Giapponese     | Italiano         |
| 26 | Il gigante bestia 「獣の巨人」 - Kemono no Kyojin | 2 aprile 2017  | 2 ottobre 2017   |
| 26 | Mentre Annie ancora ibernata viene condotta via, Hanji e i suoi uomini scoprono il gigante imprigionato nel Wall Sina. Il pastore religioso Nick la sprona a coprire il gigante dai raggi del sole, rivelando che era già a conoscenza della cosa. Interrogato da Hanji sul motivo della presenza del gigante e sull'esistenza di altri titani all'interno delle mura, Nick si rifiuta però di parlare, anche sotto minaccia di morte. Nel frattempo Erwin viene informato che il Wall Rose è stato infranto e i giganti sono penetrati al suo interno. Eren si risveglia con Mikasa al suo fianco e apprende la notizia da Armin. Dodici ore prima, il resto del 104º Corpo di Addestramento Reclute è tenuto in osservazione in un avamposto con il sospetto che al suo interno possano trovarsi dei giganti, quando scorgono un numero di giganti avvicinarsi da sud. Il caposquadra Mike Zacharius ordina ai soldati e alle reclute di dividersi in gruppi per allarmare i villaggi vicini e la capitale, mentre lui rimane indietro per rallentare l'avanzata delle creature. Mike riesce a uccidere alcuni giganti e, convinto di aver guadagnato abbastanza tempo, si prepara a fuggire, ma è catturato da un gigante anomalo dai tratti scimmieschi e coperto di pelo, che possiede la capacità di parlare. Il Gigante Bestia gli domanda dell'Attrezzatura per effettuare il Movimento Tridimensionale, ma Mike è troppo spaventato per parlare, così la creatura lo spoglia dell'equipaggiamento e lo lascia divorare dai rimanenti giganti. |                |                  |
| 27 | Sono a casa 「ただいま」 - Tadaima | 9 aprile 2017  | 9 ottobre 2017   |
| 27 | Hanji e Armin deducono che i giganti contenuti all'interno delle mura siano all'origine della loro resistenza. L'Armata Ricognitiva lascia Stohess per affrontare la minaccia dei giganti penetrati nel Wall Rose, e Hanji porta con sé Nick con l'intento di estorcergli maggiori informazioni. Nel frattempo Sasha si affretta per avvertire il suo villaggio e il padre dell'arrivo dei giganti. Giunta sul posto, tuttavia, trova solo una donna che viene divorata da un gigante e la figlia accanto in stato di shock. Sasha prende la bambina e fugge, ma le due sono inseguite dalla creatura. Senza il suo equipaggiamento, Sasha decide comunque di affrontare il gigante per permettere alla bambina di fuggire, e riesce ad accecarlo con delle frecce, proprio mentre i sopravvissuti del villaggio, tra cui suo padre e la bambina, la raggiungono. Intanto Connie arriva al suo villaggio, ma deve constatare che è già stato devastato dai giganti. Tra i ruderi della sua casa, Connie trova un gigante intrappolato, e si domanda come abbia fatto a giungere lì, con delle gambe che appaiono troppo piccole e gracili per sostenere il suo peso. |                |                  |
| 28 | Verso sud-ovest 「南西へ」 - Nansei e | 16 aprile 2017 | 16 ottobre 2017  |
| 28 | Connie piange i suoi cari, mentre i suoi superiori sono disorientati dall'assenza di cadaveri e sangue, che sembrerebbe indicare che gli abitanti del villaggio abbiano fatto in tempo a mettersi in salvo. Mentre rimonta a cavallo, Connie ha l'impressione che il gigante nella sua casa sia in realtà la madre, ma Reiner lo scuote e lo incita a continuare la missione. I soldati perlustrano il Wall Rose in cerca di una breccia, ma si ricongiungono al gruppo di Ymir e Christa che proviene dalla direzione opposta senza che nessuno dei due reparti abbia trovato alcunché di anomalo; al calare delle tenebre, il gruppo si accampa al Castello di Utgard. Nel frattempo Hanji rivela di aver scoperto che le mura sono formate da pelle cristallizzata di gigante e suggerisce che l'Armata Ricognitiva possa sigillare la breccia a Shigashina tramite la trasformazione di Eren. Anche dopo aver assistito all'esodo delle famiglie a causa dell'allarme giganti, Nick si rifiuta di parlare, ma afferma che un membro del 104º Corpo di Addestramento Reclute, Christa, è in possesso delle informazioni che cercano. Hanji, Eren, Mikasa, Armin e il loro gruppo si dirigono quindi a Utgard. Intanto, nonostante sia notte, alcuni giganti attaccano il Castello di Utgard mentre il Gigante Bestia si arrampica sul Wall Rose. |                |                  |
| 29 | Soldato 「兵士」 - Heishi | 23 aprile 2017 | 23 ottobre 2017  |
| 29 | Due ore prima della comparsa dei giganti al Castello di Utgard, le reclute si riposano mentre i soldati fanno la guardia. Ymir e Reiner cercano del cibo tra le scorte del castello ormai in disuso e parzialmente diroccato, e Reiner si insospettisce quando nota che Ymir è in grado di leggere una lingua sconosciuta su una scatola di conserve. Al sopraggiungere dei giganti, i militari li affrontano all'esterno, mentre gli indifesi Connie, Reiner, Bertholdt, Ymir e Christa cercano di contrastare i giganti più piccoli penetrati nel castello. Nonostante i militari siano inizialmente in vantaggio, dei blocchi di pietra lanciati dal Gigante Bestia dal Wall Rose uccidono due dei soldati, e i rimanenti sono sopraffatti all'arrivo di nuove creature. I giganti cingono quindi la torre dove si sono rifugiate le reclute. Al fine di salvare la vita a Christa e rispettare una promessa che si erano fatte in passato, Ymir si avventa sulle creature trasformandosi in gigante. |                |                  |
| 30 | Historia 「ヒストリア」 - Hisutoria | 30 aprile 2017 | 30 ottobre 2017  |
| 30 | Durante il loro addestramento come reclute, Christa e Ymir si smarriscono sulle montagne nel tentativo di salvare il loro compagno Daz nel bel mezzo di una bufera di neve. Ymir però accusa l'amica di non essere interessata al benessere dell'uomo, ma di covare segretamente il desiderio di morire, rivelando di essere a conoscenza del fatto che Christa è la figlia illegittima di un nobiluomo, costretta a cambiare identità e arruolarsi nell'esercito per sfuggire a possibili ritorsioni. Affermando che le due sono persone simili a cui è stata concessa una seconda possibilità nella vita, Ymir aiuta Christa a portare Daz all'accampamento e le fa promettere che se un giorno dovesse rivelare il suo segreto, Christa dovrà fare lo stesso, tornando ad assumere la sua vera identità. Nel presente, Ymir affronta i giganti nella sua forma trasformata, riuscendo a ucciderne diversi grazie alla sua agilità. Nonostante il suo impegno, i giganti la sopraffanno, ma il gruppo è salvato all'ultimo dal resto dell'Armata Ricognitiva, che elimina i rimanenti giganti. Mentre accudisce Ymir ferita, Christa rivela che il suo vero nome è Historia. |                |                  |
| 31 | Guerriero 「戦士」 - Senshi | 7 maggio 2017  | 6 novembre 2017  |
| 31 | Dopo la battaglia i soldati scalano le mura in prossimità del Castello di Utgard. Essi vengono raggiunti da una pattuglia guidata da Hannes, il quale riferisce che non sono stati trovati segni di brecce nelle mura. Mentre i militari si mettono in marcia alla volta di Trost, Reiner prende da parte Eren e gli rivela che lui e Bertholdt sono in realtà il Gigante Corazzato e Colossale e che la loro missione di distruggere l'umanità può essere evitata se Eren accettasse di seguirli. Dodici ore prima, Hanji avverte i suoi uomini che il rapporto su Annie ha messo in evidenza una relazione tra la donna, Reiner e Bertholdt: nella fattispecie tutti e tre provengono dallo stesso villaggio ma non si dispone di altre informazioni sul loro passato. Facendo affidamento sui loro ricordi, le reclute cominciano a sospettare che i due possano aver aiutato Annie a trovare la posizione di Eren durante la 57ª spedizione fuori dalle mura, e si accordano per tenerli d'occhio. Nel presente, Reiner e Bertholdt si trasformano in giganti nonostante il tentativo di Mikasa di ucciderli prima. Il Gigante Corazzato prende Eren e si dirige all'esterno delle mura, mentre il Gigante Colossale afferra Ymir. Sentendosi tradito dai suoi compagni, Eren assume la sua forma da gigante e attacca il Gigante Corazzato. |                |                  |
| 32 | Attacco, proiezione, sottomissione 「打投極」 - Da tō kyoku | 14 maggio 2017 | 13 novembre 2017 |
| 32 | Mentre Eren nella sua forma da gigante affronta il Gigante Corazzato, il resto dei soldati si concentra sul Gigante Colossale, il quale ingerisce Ymir e un militare. Hanji ordina di non tentare di catturare gli avversari, ma di ucciderli senza esitazione. I militari si rendono conto che la stazza del Gigante Colossale lo rende lento e prevedibile, ma, prima di essere colpito, il gigante emette vapore, facendo sì che i soldati siano costretti ad allontanarsi e a circondarlo in attesa di una possibile apertura. Nel frattempo il Gigante Corazzato sembra avere la meglio su Eren, e anche Mikasa, che è giunta in soccorso del fratello, non riesce a penetrare l'esoscheletro della creatura. Conscio di non poter prevalere in termini di mera forza bruta, Eren si ricorda le tecniche di combattimento corpo a corpo insegnategli da Annie durante l'addestramento, e ricorre a una serie di prese per mettere in difficoltà il suo avversario. Proprio quando Eren è sul punto di decapitare il gigante ed estrarre Reiner, tuttavia, il Gigante Corazzato emette un boato invocando l'assistenza del suo compagno. Il Gigante Colossale quindi si sgretola e precipita addosso ai due combattenti. |                |                  |
| 33 | Inseguitori 「追う者」 - Ou mono | 21 maggio 2017 | 20 novembre 2017 |
| 33 | Il Gigante Colossale si schianta sui due contendenti, permettendo al Gigante Corazzato di liberarsi dalla morsa di Eren e di ingoiarlo. Bertholdt utilizza un'Attrezzatura per il Movimento Tridimensionale rubata per raggiungere il compagno, portando con se la svenuta Ymir. L'onda d'urto e il vapore prodotto dall'impatto del Gigante Colossale feriscono seriamente la maggior parte dei soldati, incluse Mikasa e Hanji, e impedendo loro di darsi all'inseguimento. Armin e Mikasa si preoccupano per Eren, ma Hannes li rassicura ricordando loro la grande determinazione del ragazzo. Cinque ore dopo la fuga di Reiner e Bertholdt, i militari sono raggiunti da Erwin e dal Corpo di Gendarmeria, i quali sono stati messi al corrente della situazione nel vicino distretto di Trost, dov'erano accampati. Hanji ipotizza che Reiner e Bertholdt possano aver cercato rifugio in una vicina foresta di alberi giganti, per riposarsi in attesa della notte e poi sfruttare l'inattività dei giganti per raggiungere la loro destinazione oltre il Wall Maria. I soldati si mettono quindi in marcia per la missione di salvataggio. Intanto Eren e Ymir si risvegliano nella foresta con i loro corpi che iniziano a rigenerarsi, mentre Reiner e Bertholdt li sorvegliano. |                |                  |
| 34 | Apertura 「開囗」 - Kaikō | 28 maggio 2017 | 22 novembre 2017 |
| 34 | Mentre Erwin guida i militari all'inseguimento, Hanji intende raggiungere il villaggio di Connie e ispezionare il gigante incapace di muoversi, ma a causa delle ferite della donna, il suo sottoposto Moblit decide di andare in sua vece. Nel frattempo, nella foresta di alberi giganti, Eren tenta di trasformarsi, ma Ymir lo convince a desistere affermando che si trovano in territorio ostile, circondati da giganti e ancora spossati dagli sforzi precedenti. Reiner e Bertholdt sono reticenti a parlare e rivelano solo di voler aspettare la notte per muoversi, approfittando dell'inattività dei giganti, e di voler condurre i due al loro paese. Reiner mostra segni di squilibrio, confondendo le sue reali motivazioni da "guerriero" e il suo ruolo sotto copertura di soldato dell'umanità. Ciò fa infuriare Eren, il quale rinfaccia ai due le morti conseguenti alle loro azioni a Shiganshina. Eren vorrebbe interrogare Ymir, ma Reiner fa leva sulla preoccupazione della donna nei confronti di Historia e la rassicura che la ragazza è preziosa anche per loro, per attirare Ymir dalla loro parte. La discussione è infine interrotta dal suono della sopraggiungente Armata Ricognitiva, che preoccupa Reiner e Bertholdt. |                |                  |
| 35 | Bambini 「子供達」 - Kodomodachi | 4 giugno 2017  | 22 novembre 2017 |
| 35 | Al villaggio di Connie, Moblit deduce da un ritratto che il gigante intrappolato è la madre di Connie. Nella foresta di alberi giganti, Reiner e Bertholdt si danno alla fuga portandosi dietro Eren e Ymir. La donna ritorna col pensiero alla sua infanzia, quando venne adottata da una setta, che la venerava e le attribuiva sangue reale. Ymir stette al gioco fino a quando il culto venne sciolto dai soldati e i suoi membri iniettati con un liquido e gettati dalle mura, trasformandoli in giganti e condannandoli a una vita all'esterno. Ymir passò sessant'anni da gigante, fino a quando si imbatté nei guerrieri Reiner, Bertholdt, Annie e nel loro amico Marcel. Per proteggere Reiner, Marcel venne divorato da Ymir, la quale poco dopo si risvegliò nel suo corpo umano. Nel presente, la donna cerca di convincere Reiner e Bertholdt a rapire Historia, affermando che una situazione così vantaggiosa potrebbe non ripresentarsi e promettendo in cambio di collaborare con loro. Quando i membri del 104º Corpo di Addestramento Reclute entrano nella foresta, Ymir si trasforma quindi in gigante e si avventa su Historia, ingoiandola. Reiner si trasforma a sua volta e fugge con Bertholdt, Eren e Ymir sulle spalle, mentre i militari si mettono al loro inseguimento. |                |                  |
| 36 | Carica 「突撃」 - Totsugeki | 11 giugno 2017 | 22 novembre 2017 |
| 36 | Ymir rigurgita Historia e le spiega di averla rapita principalmente per proprio interesse, in quanto consegnandola al gruppo dei guerrieri fuori dalle mura potrebbe ottenere la grazia per i suoi crimini. Intanto i soldati raggiungono il Gigante Corazzato, e Historia convince Ymir a non intervenire. Mikasa si scaglia su Bertholdt per salvare Eren, ma il Gigante Corazzato circonda i due con le mani, proteggendoli. Le altre reclute raggiungono Mikasa e cercano di far ragionare i loro ex compagni, ma Bertholdt professa disperatamente che i due hanno causato troppe morti e distruzione per abbandonare ora la loro missione. La conversazione è interrotta dall'arrivo di Erwin e di altri soldati, che fanno da esca a un gruppo di giganti. Mentre le creature attaccano il Gigante Corazzato, Erwin ordina ai suoi uomini di liberare Eren, ma un gigante gli stacca un braccio. Per proteggersi, Reiner è costretto a lasciare la presa su Bertholdt ed Eren, dando modo a Mikasa di intervenire; ma la ragazza è afferrata e schiacciata da un gigante, che la ferisce gravemente. Armin allora distrae Bertholdt, permettendo a Erwin di liberare Eren e di portarlo in salvo grazie all'aiuto di Mikasa. La ritirata tuttavia è ostacolata dal Gigante Corazzato, che inizia a lanciare giganti addosso ai soldati, riuscendo a disarcionare Eren e Mikasa. Indifesi, i due percepiscono un gigante avvicinarsi e notano che si tratta della stessa creatura che aveva divorato la loro madre.                              |                |                  |
| 37 | Urla 「叫び」 - Sakebi | 18 giugno 2017 | 22 novembre 2017 |
| 37 | Con il sopraggiungere di ulteriori giganti, i militari si ritrovano in grande difficoltà. Eren tenta inutilmente di trasformarsi ed è costretto a osservare Hannes, che era intervenuto per proteggere Eren e Mikasa, venire divorato dal Gigante Sorridente. Disperando, Mikasa ringrazia Eren per essere sempre stato lì per lei, e il ragazzo, per proteggerla con rinnovato vigore, sferra un pugno al Gigante Sorridente, attivando un potere nascosto che istiga i giganti non senzienti ad attaccare e uccidere il Gigante Sorridente. Ymir si rende conto che Reiner e Bertholdt sono interessati a Eren perché possiede la Coordinata, ovvero il potere di controllare gli altri giganti. Eren ordina alle creature di attaccare il Gigante Corazzato, permettendo ai soldati di ritirarsi. Provando pena per loro, Ymir decide di lasciar andare Historia e di soccorrere Reiner e Bertholdt, così da non farli tornare al loro villaggio a mani vuote. Una settimana dopo gli eventi, Hanji fa rapporto a Pixis, un convalescente Erwin e Levi, affermando che i giganti apparsi entro i confini del Wall Rose erano in realtà gli abitanti del villaggio di Connie e che tutti i giganti sono umani trasformati. Erwin si consola con la consapevolezza di aver fatto luce su una parte del mistero dei giganti, mentre Eren si ripromette di usare il suo nuovo potere per aiutare l'umanità. Altrove, il Gigante Bestia è accovacciato sul Wall Maria e un misterioso uomo biondo con gli occhiali emerge dalla sua schiena.             |                |                  |

## Home video

### Giappone
Gli episodi della seconda stagione de L'attacco dei giganti sono stati pubblicati per il mercato home video nipponico in edizione DVD e Blu-ray dal 21 giugno 2017 al 18 agosto 2017.
| Nº | Data           | Dischi | Episodi | Fonte DVD | Fonte BD |
| -- | -------------- | ------ | ------- | --------- | -------- |
| 1  | 21 giugno 2017 | 2      | 26-31   | [ 7 ]     | [ 8 ]    |
| 2  | 18 agosto 2017 | 2      | 32-37   | [ 9 ]     | [ 10 ]   |

### Italia
Gli episodi della seconda stagione de L'attacco dei giganti sono stati pubblicati per il mercato home video italiano in edizione DVD e Blu-ray dall'8 novembre 2017 al 28 febbraio 2018.
| N° | Data             | Dischi        | Episodi | Fonte  |
| -- | ---------------- | ------------- | ------- | ------ |
| 1  | 8 novembre 2017  | DVD + Blu-ray | 26-29   | [ 11 ] |
| 2  | 13 dicembre 2017 | DVD + Blu-ray | 30-33   | [ 12 ] |
| 3  | 28 febbraio 2018 | DVD + Blu-ray | 34-37   | [ 13 ] |